# Phreatia limenophylax
Phreatia limenophylax là một loài thực vật có hoa trong họ Lan. Loài này được (Endl.) Rchb.f. miêu tả khoa học đầu tiên năm 1857.